# Château de Hikone

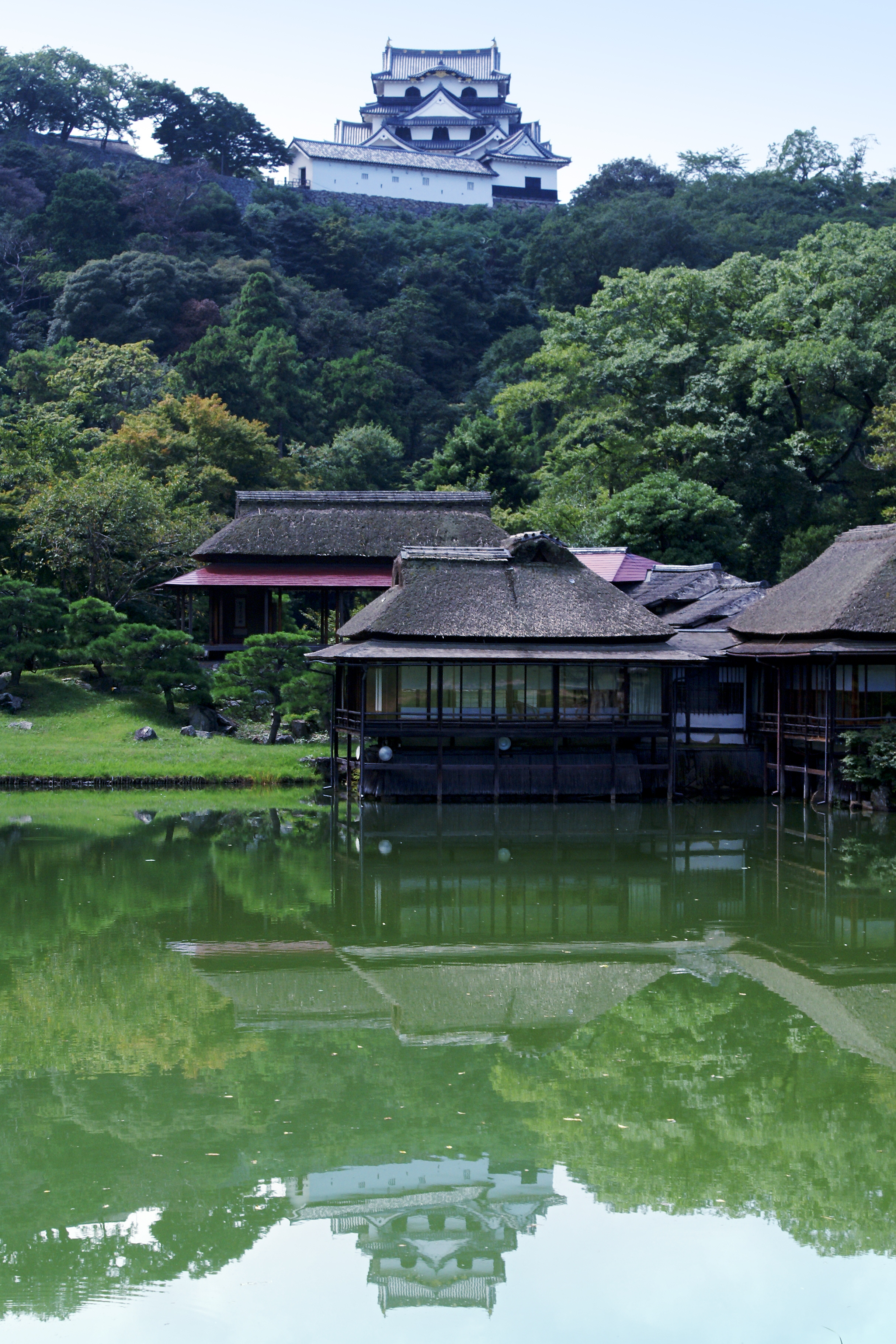
Vue du Genkyuen.

Le château de Hikone (彦根城, Hikone-jō) est le plus fameux site historique de Hikone, préfecture de Shiga au Japon. Ce château de l'époque d'Edo trouve son origine en 1603 quand Ii Naokatsu, fils de l'ancien daimyo Ii Naomasa, en ordonne la construction. C'est un des trésors nationaux du Japon, et un site Japan Heritage depuis 2015.

## Histoire
Le donjon est originellement construit en 1575, en tant que partie du château d'Ōtsu puis déplacé à Hikone par le clan Ii. D'autres parties du château sont déplacées au château de Nagahama. Le château de Hikone fut achevé en 1622. Dans l'intervalle, les terres de Naokatsu lui ont été prises par le shogunat Tokugawa et quand son frère Naotake prend le contrôle de la région autour de la province d'Ōmi, il peut compléter le château en récupérant les pierres de l'ancien château de Sawayama.
Quand l'ère Meiji commence en 1868, de nombreux châteaux sont destinés à la destruction et c'est seulement à la demande de l'empereur qui voyage dans la région qu'est conservé intact le château de Hikone. Il subsiste de nos jours comme un des plus anciens châteaux originaux construits au Japon. Le donjon principal du château de Hikone a été désigné trésor national par le ministère de l'Éducation, de la Culture, des Sports, des Sciences et de la Technologie en 1952. D'autres parties du château de Hikone ont été classées biens culturels importants nationale : umaya, tenbin yagura, taikomon yagura et nishinomaru sanju yagura.

## Galerie d'images

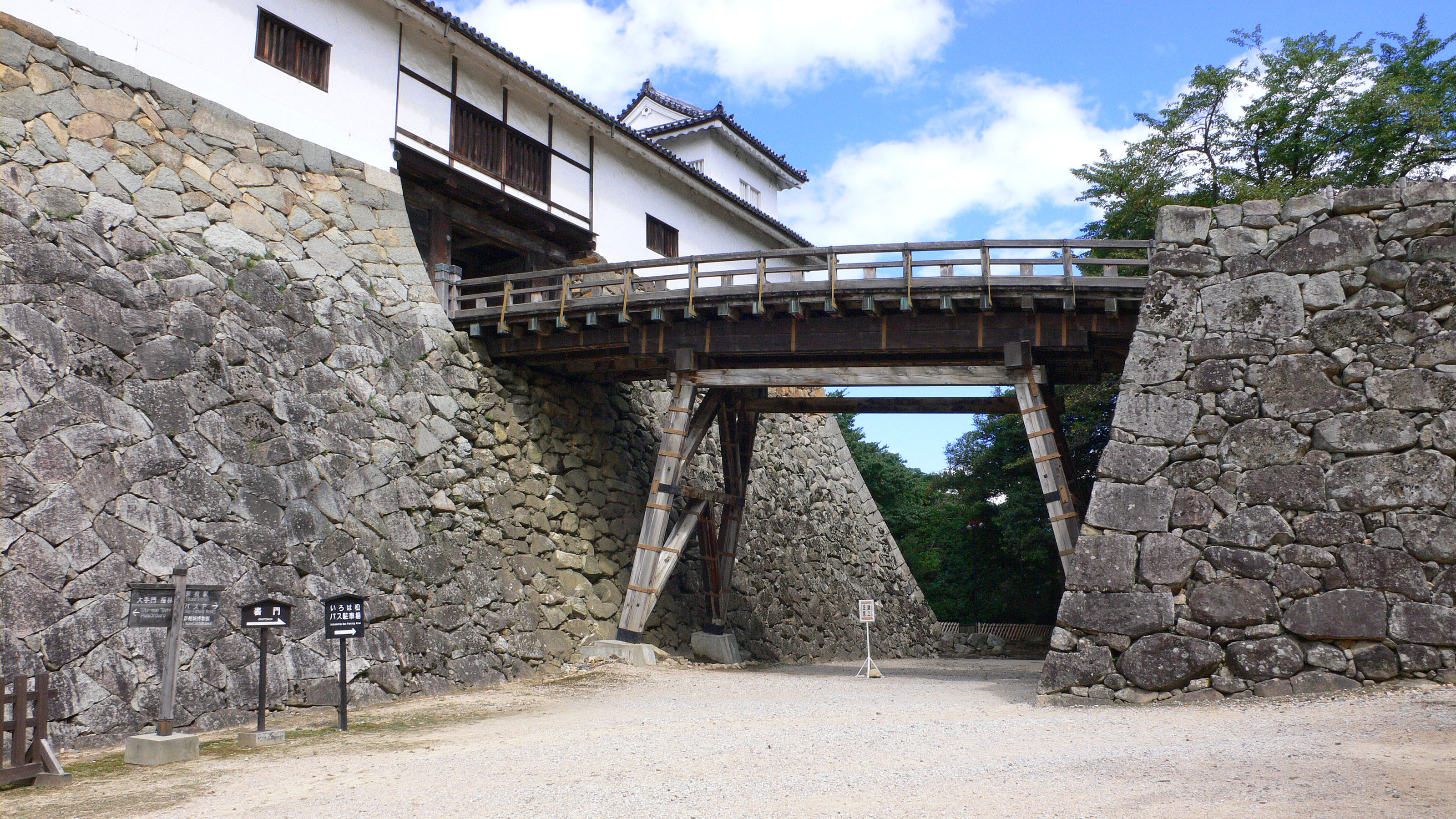
Tenbin yagura et le pont Roka.
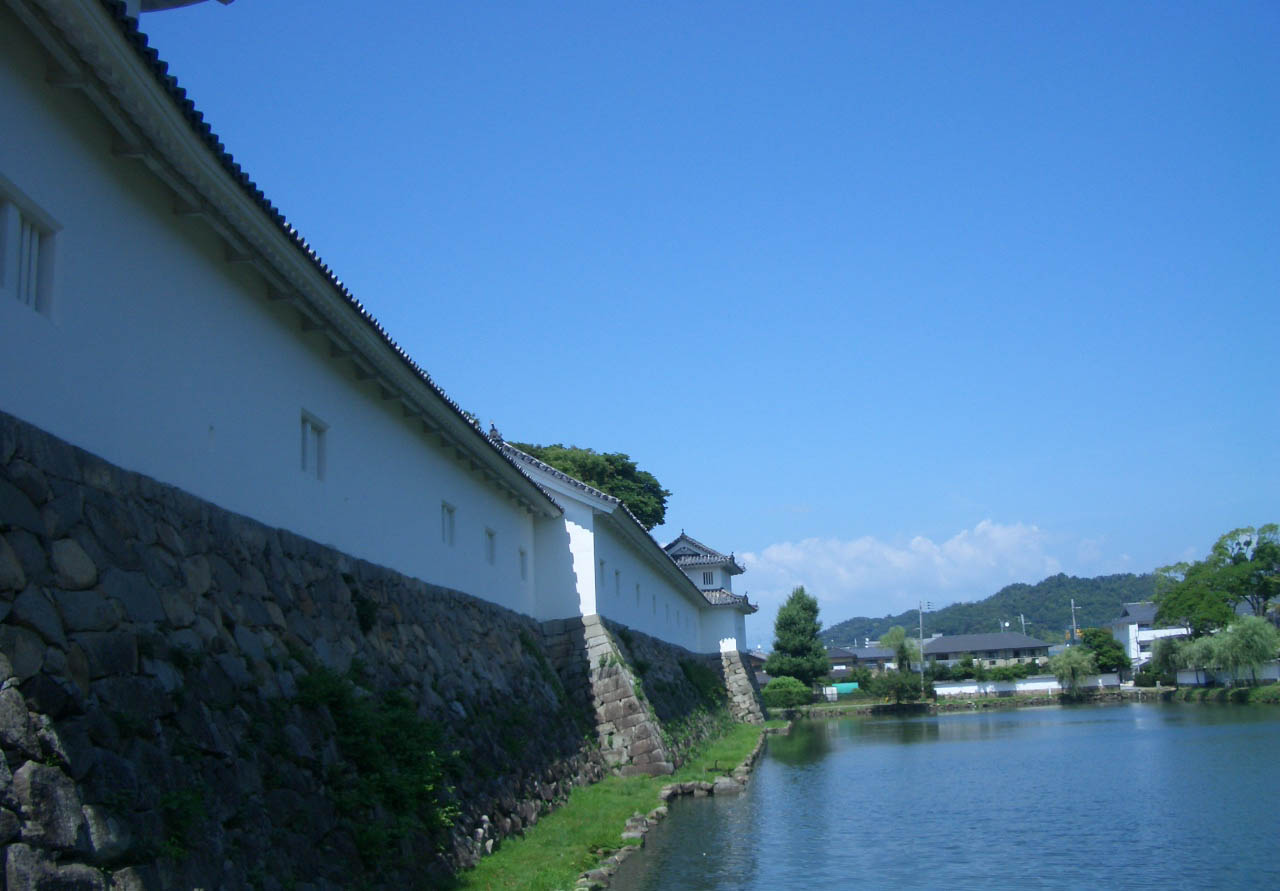
Sawaguchi Tamon yagura.
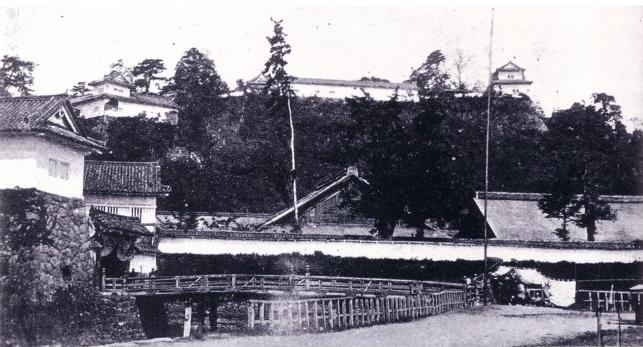
Omotemon, portail et palace.
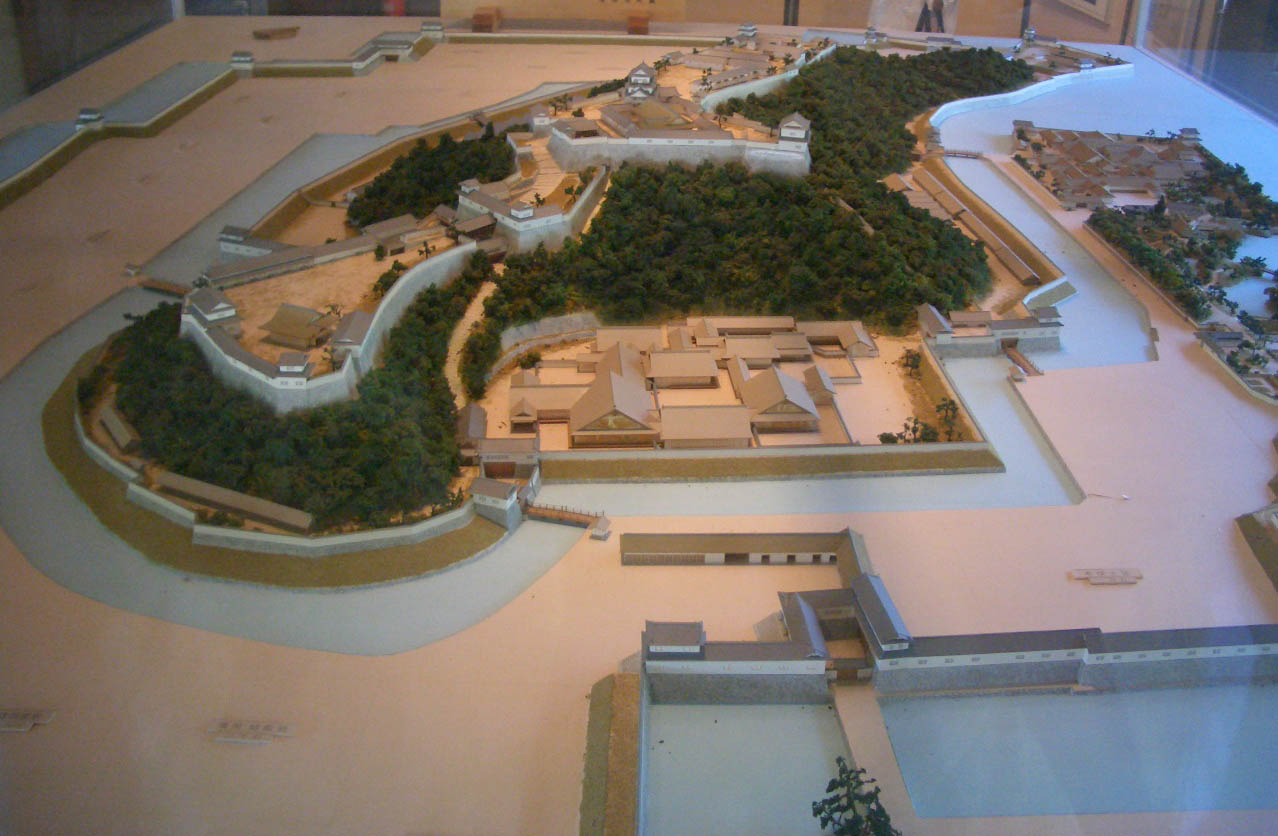
Maquette du château de Hikone.
Le château en automne.
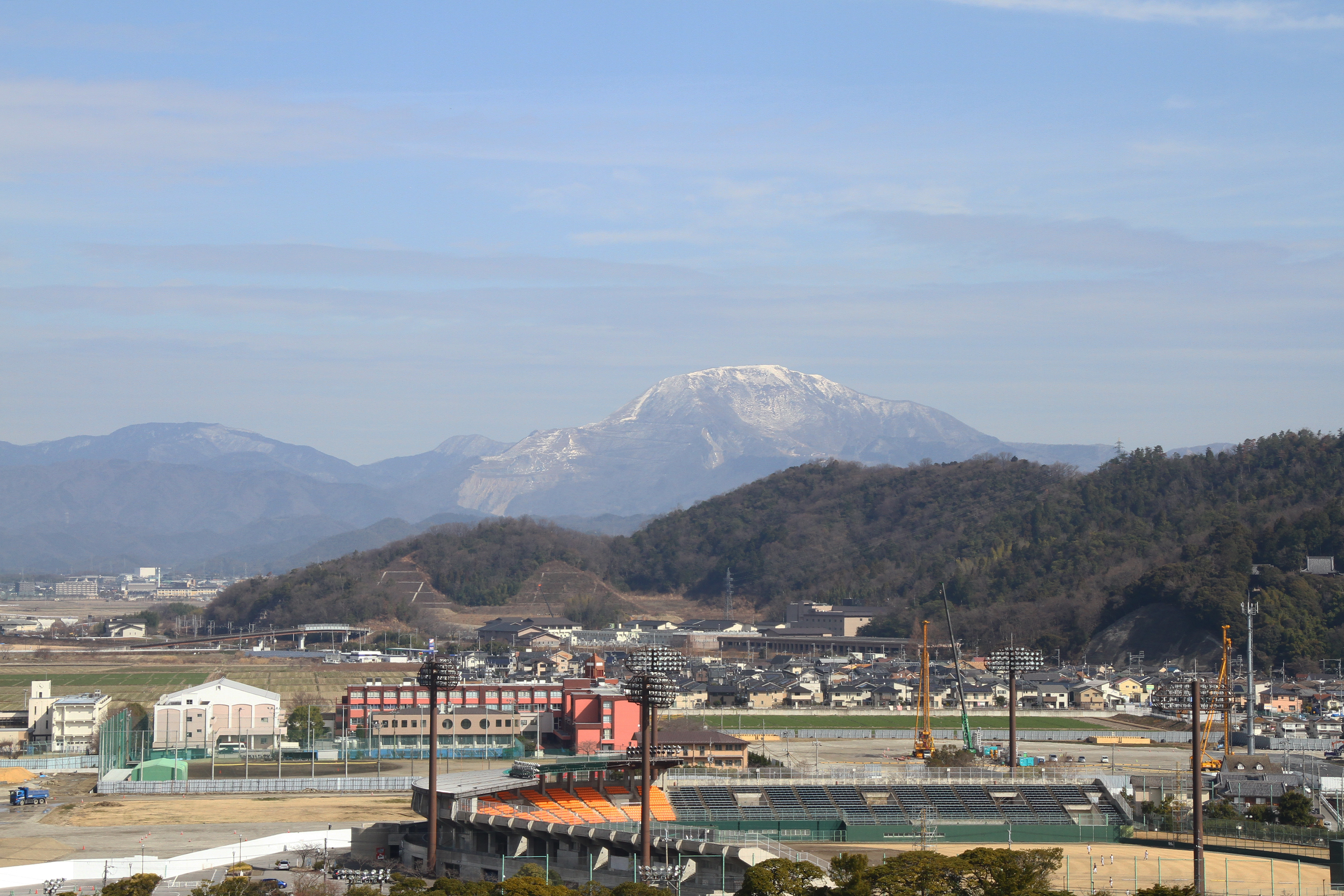
Panorama depuis le château.
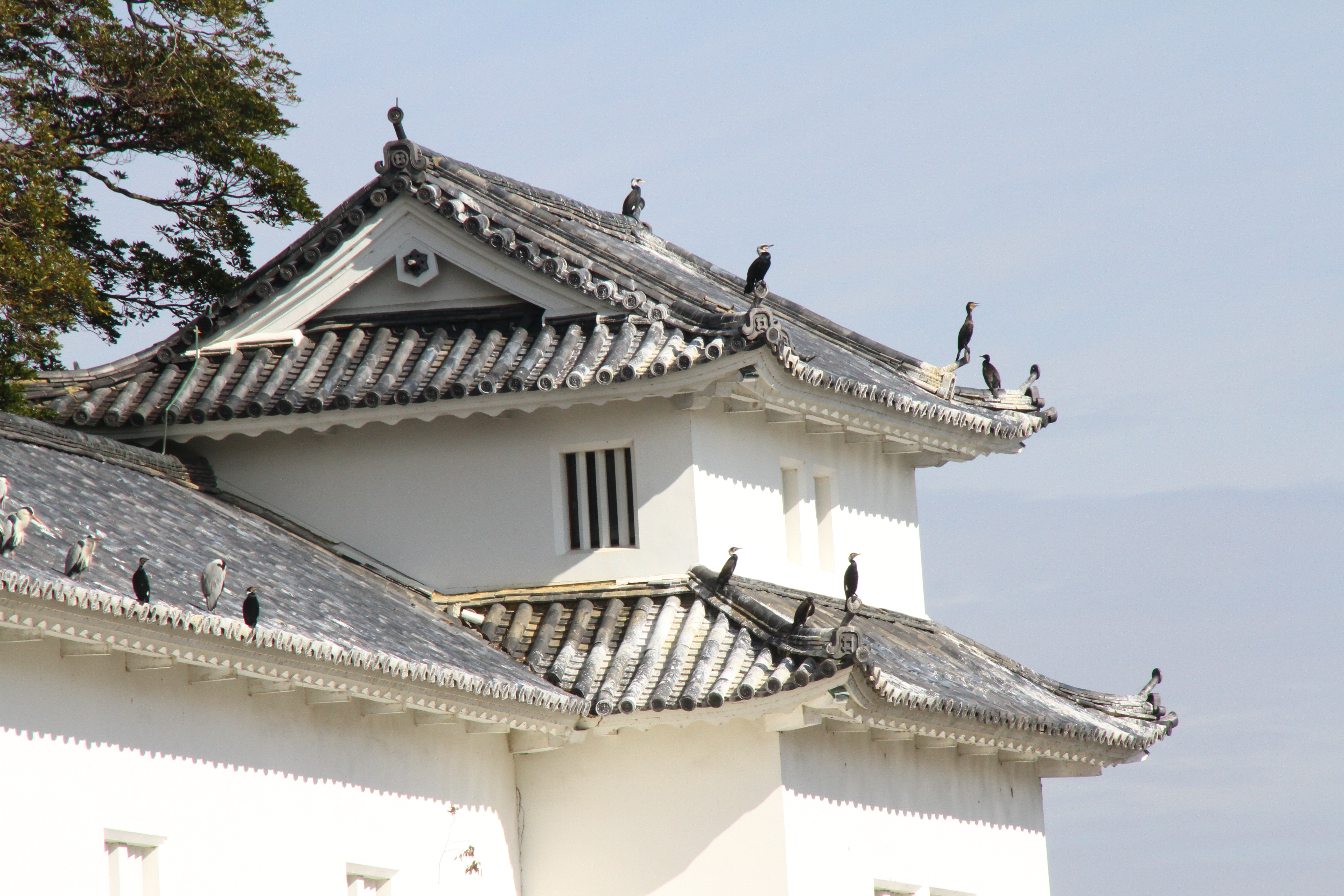
Avifaune au soleil.
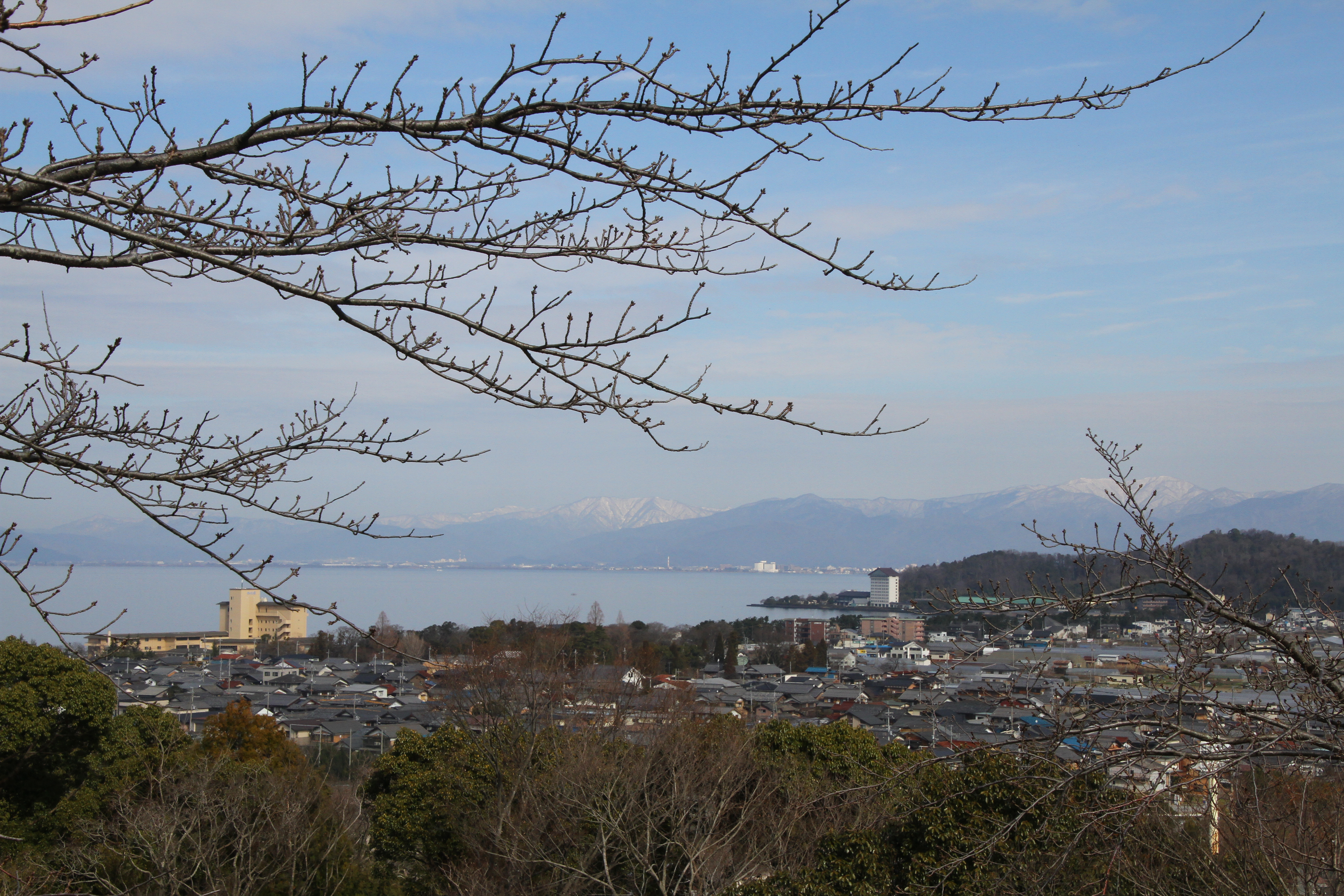
Vue sur le lac Biwa.

## Hikonyan, mascotte du château

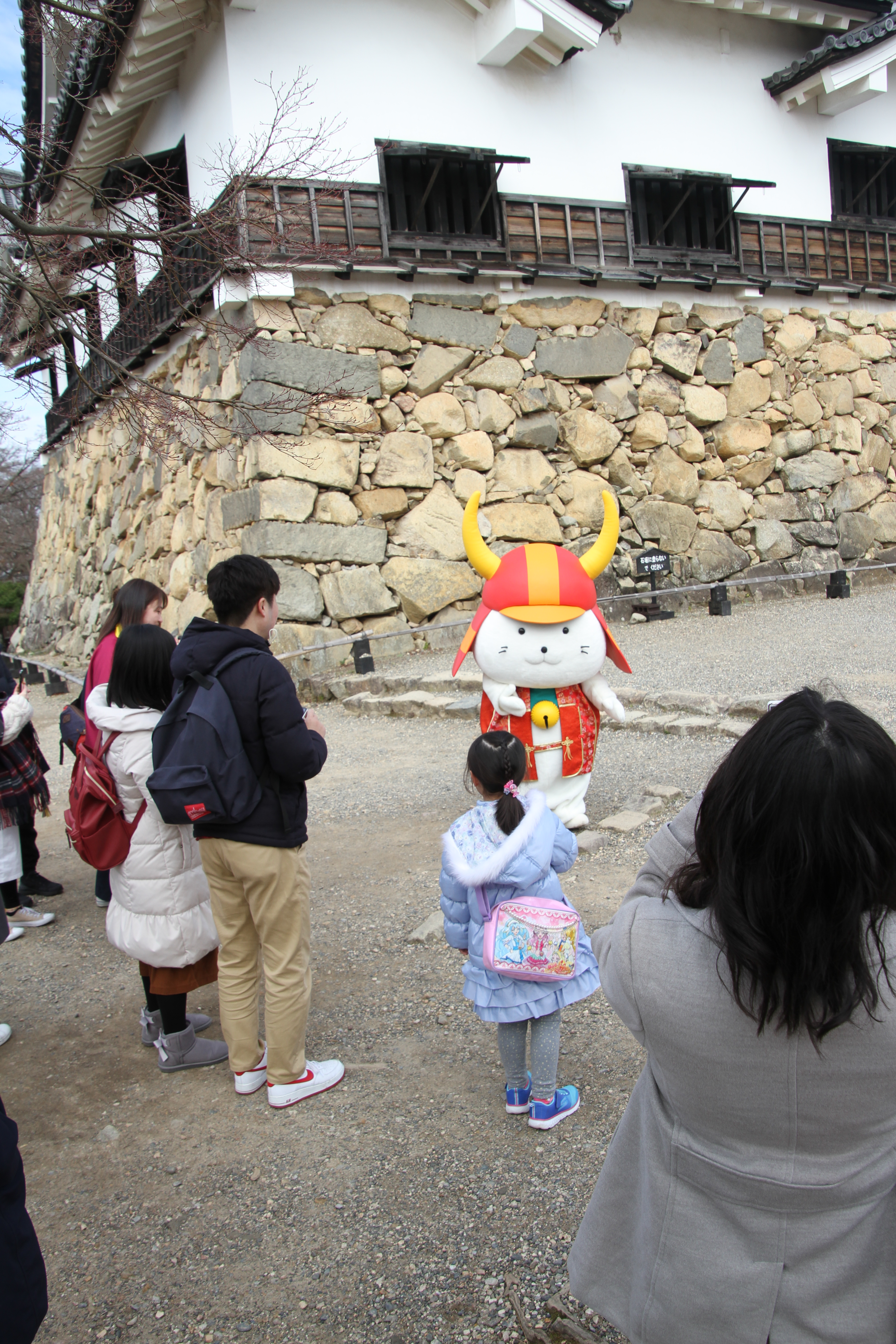
Hikonyan et les visiteurs.

Cette mascotte a été créée en 2007 à l'occasion du festival qui a fêté les 400 ans du monument . Le succès du personnage, dont le nom a été choisi par le public, a suggéré de le conserver et depuis il est un animateur apprécié du site et l'une des mascotte les plus populaires du Japon. Le surnom affectueux du personnage est Mochi, en raison de la similitude de son apparence avec le gâteau.